# 4756 Asaramas
4756 Asaramas este un asteroid din centura principală, descoperit pe 21 aprilie 1950 de La Plata Observatory.